# Thomas Bredsdorff (litteraturhistoriker)
Thomas Bredsdorff, född 1 april 1937 i Silkeborg, är en dansk litteraturvetare. Han är son till Morten Bredsdorff.
Han blev filosofie doktor 1975 med avhandlingen Digternes natur – en ides historie i 1700-tallets danske poesi och var professor i nordisk litteratur vid Köpenhamns universitet 1978–2004. Han har under flera årtionden även varit en återkommande kulturskribent i tidningen Politiken. 
Bland Bredsdorffs skrifter finns studier i nordisk och engelskspråkig litteratur. 1991 utgav han en monografi om P.O. Enquists författarskap. Bredsdorff utnämndes 2001 till hedersdoktor vid Lunds universitet. År 2015 tilldelades han Svenska Akademiens nordiska pris.